# Смоліне

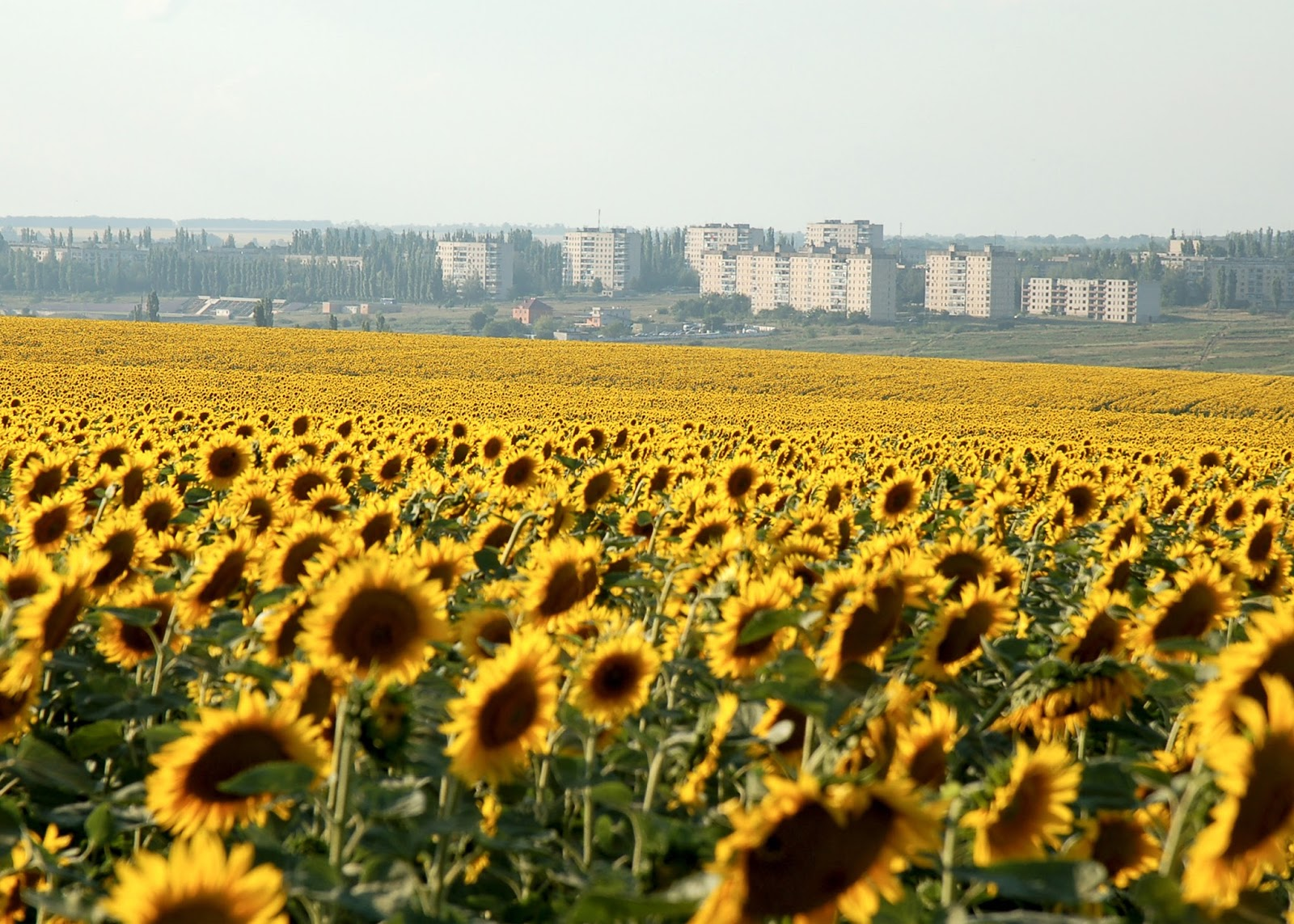
Вид міської частини Смоліного

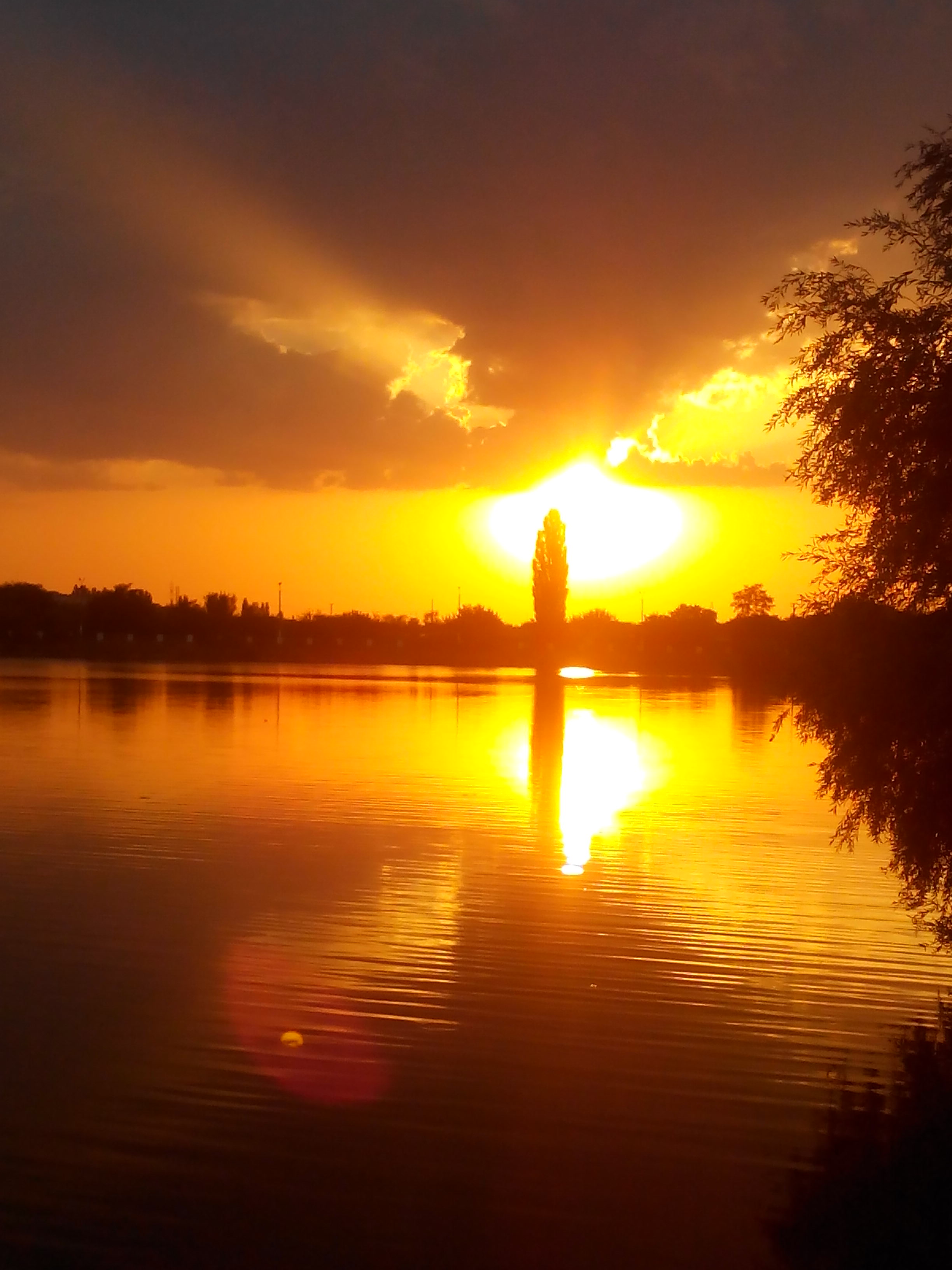
Захід у Смоліному. На передньому фоні — став Кильтень. Позаду — дамба, яка перекриває одноймену річку.

Смо́ліне — селище в Україні, центр Смолінської селищної громади Новоукраїнського району Кіровоградської області. Розташоване на річці Кильтень. Населення — 9709 осіб (2024). Орган місцевого самоврядування — Смолінська селищна рада.

## Історія

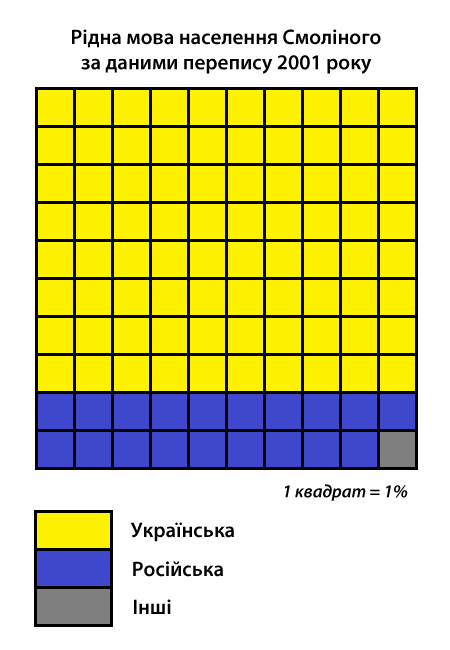
Рідна мова населення Смоліного за даними перепису 2001 року

Перші згадки про поселення на цьому місці з'явилися в 1790 році після закінчення російсько-турецької війни і ліквідації Запорізької Січі, коли почалося масове заселення Дикого Поля. Спочатку тут були села Уманське (пізніше перейменоване в Янопіль) і Червоний Кут. У XIX столітті тут збудували храм, який не працював у період радянської влади. Лише в 1990 році храм було передано громаді.
У 1964 році в районі села Березівка геологорозвідувальною партією № 47, де головним геологом був Микола Смолін, було знайдено декілька радіоактивних аномалій, в результаті чого у 1966 році після проведення попередніх геологічних досліджень було відкрите промислове уранове родовище. Микола Смолін наполягав на продовженні пошуків саме в цьому регіоні і сам вказав місце буріння свердловини. Наприкінці 1967 року на околицях села Березівка було відкрито уранове родовище, назване згодом Ватутінським.
28 квітня 1972 року було організовано рудоуправління № 3 Східного гірничо-збагачувального комбінату Міністерства середнього машинобудування СРСР, а 7 червня цього року створено колектив шахти № 1, до якого увійшли 46 осіб з-поміж гірників геологорозвідувальної партії № 47. Основна вага робіт, пов'язаних із розвідкою та підготовкою матеріалів для підрахунку запасів, лягла на плечі Смоліна. Захист запасів Ватутінського родовища у травні 1973 року пройшов блискуче. Родовищу було присвоєно проектну потужність у 800 тисяч тонн руди на рік, а запаси затверджено на рівні 19,2 мільйона тонн руди. У тому ж році родовище було введено у промислову експлуатацію.
Не чекаючи завершення геологорозвідувальних робіт, розпочалося широкомасштабне промислове та житлове будівництво. У 1971 році почалося будівництво першого селища, яке надалі було назване селищем «Будівельників». Зараз це вулиці Будівельників та Шкільна.
4 грудня 1973 року був закладений перший блок стін житлового будинку населеного пункту, якому 20 липня 1976 року Указом Президії Верховної Ради Української РСР присвоєно назву — селище Смоліне на честь Миколи Смоліна, головного геолога геологорозвідувальної партії № 47, лауреата Ленінської премії та Героя Соціалістичної Праці. 10 серпня 1976 року рішенням виконкому Кіровоградської обласної ради депутатів трудящих селищу було присвоєно статус селища міського типу.
Через видатний внесок Миколи Смоліна у розвиток геологорозвідувальних робіт, у 1997 році шахта № 1 Східного гірничо-збагачувального комбінату, що розробляє Ватутінське родовище, отримала назву Смолінської.

## Населення

### Мова
Розподіл населення за рідною мовою за даними перепису 2001 року:
| Мова            | Кількість | Відсоток |
| --------------- | --------- | -------- |
| українська      | 7405      | 80.14%   |
| російська       | 1775      | 19.21%   |
| вірменська      | 26        | 0.28%    |
| румунська       | 14        | 0.15%    |
| білоруська      | 11        | 0.12%    |
| болгарська      | 1         | 0.01%    |
| угорська        | 1         | 0.01%    |
| польська        | 1         | 0.01%    |
| інші/не вказали | 6         | 0.07%    |
| Усього          | 9240      | 100%     |

## Інфраструктура
Найбільше підприємство, що розташоване поблизу селища і є основним центром зайнятості населення — Смолінська шахта з видобутку уранової руди, котра є складовою державного підприємства «Східний гірничо-збагачувальний комбінат» (СхідГЗК).
На території селища діють: Смолінська медико-санітарна частина, громадська бібліотека, дві загальноосвітні школи, музична школа, два дитячих садки, стадіон і спортивний комплекс «Шахтар», автостоянка, СТО. Селище газифіковане.
В селищі є котельня та зерносховище. Також залізнична станція, що не діє.
Банківські послуги надають 3 філії: Ощадбанк; Приватбанк; Південний.
Також у місті є футбольна команда «Шахтар». Команда була заснована в 1972 році й почала виступати на першість Маловисківського району під назвою «Геолог» з квітня 1972.У 1982 році команда отримала теперішню назву «Шахтар».
Великих успіхів команда на-гора не видавала. Багаторазовий чемпіон Маловисківського району та володар кубка. Триразовий чемпіон області (по другій групі). Вище досягнення в першій групі — 6-е місце. 
У 2002 році команда «Шахтар» офіційно має назву Футбольний Клуб «Шахтар» (Смоліне).

## Уранові перспективи
«Ядерне паливо України» і «ТВЕЛ» у жовтні 2010 року підписали угоду про будівництво на території Україні підприємства з перероблення уранової руди.
Комісія з вибору майданчика для розміщення підприємства з виробництва ядерного палива для реакторів типу ВВЕР-1000 на підсумковому засіданні 18 серпня 2011 рекомендувала розмістити об'єкт в районі смт Смоліне (Маловисківський р-он Кіровоградської обл.). Про це рішення говориться в пресрелізі на сайті державного концерну «Ядерне паливо України».
Таке рішення прийнято за підсумками вивчення трьох можливих майданчиків: в районі Жовтих Вод (Дніпропетровська обл.), Славутичі (Київська обл.) та Смоліне (Кіровоградська обл.).
Вартість спорудження на території України підприємства з виробництва ядерного палива для реакторів типу ВВЕР-1000 оцінюється в $ 370 млн.
В перспективі підприємство може стати значним наповнювачем бюджету району та області.

## Персоналії
- Смолін Микола Васильович — геолог, керівник геологорозвідувальної партії № 47. Розвідав місцеве уранове родовище та сприяв будівництву Смолінської Шахти. Селище носить назву у честь нього.
- Григорій Черниш — геолог, член геологорозвідувальної партії № 47. Зробив значний внесок в розвиток гірничо-видобувної промисловості селища.
- Лашкул Віталій Леонідович — старший солдат, командир інженерно-саперного відділення інженерно-саперної роти групи інженерного забезпечення 57-ї мотопіхотної бригади ЗСУ. Загинув у Луганський області від вибуху гранати під час проведення розмінування, рятуючи життя молодшого товариша по службі.
- Пашко Олександр Іванович (1982—2015) — старшина Збройних сил України, учасник російсько-української війни.